# 마유야마 류센도
마유야마 류센도(繭山龍泉堂)는 일본 도쿄도 교바시에 위치한 고미술상이다.

## 설립
메이지 38년(1905년), 당시 24세였던 마유야마 마츠타로(繭山松太郎)가 북경에서 미술상 마유야마류센도를 창립한 이후, 1916년 북경에서 도쿄 긴자잇쵸메로 가게를 옮긴 후, 1920년 현재의 교바시 지역으로 이전, 오늘에 이르렀다. 당시 베이징은 서양의 동양 미술의 유행에 따른 미술 시장의 중심지로서 번창하고 있었다. 철도 공사 도중 발굴된 고대 문물과 청나라 말의 동란기에 유출한 궁중의 전세품 등의 보물이 차례차례로 시장에 나오게 되었고, 많은 컬렉터와 딜러들이 왕래하며 번성하고 있었다. 마유야마 마츠타로는 이러한 국제적 시장에서 고미술 매매의 일을 배웠다. 당시 일본 시장은, 센차, 말차 다도구가 중심으로 이를 취급하는 상인은 도구상이나 골동상으로 불리던 시절이다. 마츠타로는 세계 첨단을 달리는 베이징 시장에서 배운 장사를 일본으로 가져왔다. 차 도구에 구애되지 않는 감상 미술품을 취급하는 일로, 일본미술상의 창시자로서 활약했다. 대정 5년(1916년), 일본으로 돌아와 도쿄 긴자에 개업, 4년 후의 대정9년(1920년)에 현재의 교바시에 이전하고 새 가게를 열었다.

## 연혁
창업 초기에는 주로 센차, 말차를 마시는 중국 도자기를 북경에서 모아 교토, 오사카의 당시 일류의 동업자에게 파는 것이 장사의 방법이었고, 특히 교토의 미술상 신스케 하야시(林新助)가 마츠타로를 잘 돌봐주는 고객(후원자)이었다. 하야시는 마츠타로가 중국에서 가져온 청자 향로나 모란무늬 화병 등 다양한 도자기를 구입해 주었고, 이것이 무일푼으로 시작된 류센도의 시작이 되었다. 제1차 세계대전이 끝날 때 즈음, 당시 런던을 중심으로 성행한 중국도자기를 감상연구하는 풍조가 일본에도 전파되었고, 도쿄의 요코가와 타미스케(横河民輔), 오자키 노부모리(尾崎洵盛), 호소카와 모리타츠(細川護立), 오쿠다 세이치 (奥田誠一), 그리고 교토의 모리야 코조(守屋孝蔵)가 중심이 되어 대단한 기세로 유행했다. 마츠타로가 중국에서 고베로 상륙, 세관을 통과해 숙소에 도착하면 벌써 손님이 기다리고 있고 선채로 판매가 이루어질 정도였다. 대정 12년(1923년) 관동대지진을 지나, 쇼와 초기(1928년 무렵) 만주사변이 일어날 무렵까지 마츠타로는 1년에 수차례 북경, 상해 등 각지에 출장을 가 중국도자기를 수입해 많은 손님들에게 팔았다. 요코가와 타미스케는 대정(1912년~1926년)부터 쇼와(1926년)에 걸쳐 무려 3천점의 중국도자기를 수집하였고 그 중 1천점을 당시의 왕실박물관, 현재의 도쿄국립박물관에 기증하였다. 마유야마 마츠타로가 수입, 요코가와 타미스케가 기증, 현재 도쿄국립박물관 소장의 중요문화재 당삼채화룡이병(唐三彩貼花龍耳瓶)은 현재에도 세계 제일의 일품으로 정평이 나있다.
쇼와 10년(1935년), 마츠타로가 사망, 장남인 쥰키치(1913년-1999년)이 뒤를 잇게 된다. 쥰키치는 아버지 마츠타로의 일을 이어받아, 중국 도자를 중심으로 한 동양 고미술품을 다루는데, 특히 전후 미국과 사업이 시작되자 일본 미술 명품을 많이 미국에 소개했다. 메트로폴리탄, 시애틀, 클리블랜드 등의 미술관과 록펠러 3세를 비롯한 유명한 수집가들에게 많은 명품을 소개하면서 MAYUYAMA의 이름을 세계에 알리게 되었다.

## 소장품
70주년을 기념하며 쇼와 51년(1976년)에 출판된 『용천 집방』은 지금까지 다룬 명품을 모아서 기록한 도록으로, 마유야마 류센도가 소장, 취급했던 작품으로는 현재 하코네미술관의 소장의 청자대호(宋郊壇窯青磁大壺), 텐리대학 소장의 몽유도원도(夢遊桃源圖) 등 약 2천여 점이 있다.